# Berta María Cabezas
Berta María Cabezas (Santiago de Veraguas, 5 de julio de 1910 - 1992) fue una educadora y escritora panameña. Fue licenciada en filosofía y letras, profesora de español y supervisora nacional de español, participante activa de los movimientos gremiales y cívicos de las décadas de 1940 y 1950, a favor de la Ley Orgánica de Educación, en contra del Convenio Filós-Hines y con el proceso de democratización política de Panamá.

## Biografía
Fue egresada de la Normal de Institutoras, graduándose de Licenciada en Filosofía y Letras. Ejerció el magisterio en El Valle de Antón y luego en la Escuela República de El Salvador y la escuela República de El Perú, en el Centro Amador Guerrero, en la capital panameña. En el año de 1941 fue profesora en el Liceo de Señoritas y en el Instituto Nacional.
En 1978 ganó por concurso, el cargo de Supervisora Nacional de Español de la Dirección Nacional de Educación Secundaria del Ministerio de Educación.
Ejerció como Presidenta de la Asociación de Mujeres Universitarias.
Tuvo participación activa en la creación y promoción del Concurso Nacional Intercolegial de Literatura.

## Obras
- Narraciones panameñas: tradiciones, leyendas, cuentos, relatos. Panamá, Distribuidora Lewis, 2000[4]
- Antología de Versos para secundaria "La niña de Guatemala".

## Honores
- Recibió la orden Manuel José Hurtado por el Ministerio de Educación.[5]